# Roch-Ambroise Cucurron Sicard
Pour les articles homonymes, voir Sicard.
Roch-Ambroise Cucurron Sicard dit « l’abbé Sicard », né le 20 septembre 1742 au Fousseret et mort le 10 mai 1822 à Paris, est un ecclésiastique français qui se voua à l'éducation des sourds-muets.

## Biographie
Son acte de baptême le nomme « Roch Ambroise Cucuron », fils de Jean Cucuron et de Françoise Sicart, sa femme. Il usa ensuite du nom « Cucurron » (avec deux R) comme d'un prénom, et du nom de sa mère (écrit « Sicard » avec un D) comme de son patronyme sous lequel il est aujourd'hui connu[réf. souhaitée].
Il fit ses études au collège des doctrinaires de Toulouse où il fut ordonné prêtre. 
Il devient directeur de l'école de sourds-muets de Bordeaux en 1786 et, en décembre 1789, à la mort de l'abbé de l'Épée, il monte à Paris et convoite sa place. Un concours est organisé entre l'abbé Masse, l'abbé Salvan et Sicard. Il fait preuve de ses talents grâce à la présentation de son élève Massieu et est nommé directeur de l'école des sourds-muets de Paris le 1er avril 1790. Pour ne pas avoir prêté le serment à la constitution civile du clergé, il est incarcéré à l'Abbaye le 26 août et libéré le 4 septembre 1792. Reconnu comme prêtre bienfaisant au titre d’« instituteur des sourds-muets », il échappe aux massacres de Septembre.
Il nomme Jean Marc Gaspard Itard (1774-1838), premier médecin de l'institution, afin de surveiller les admissions et l'état sanitaire de l'établissement et lui confiera Victor de l'Aveyron dont il s'occupa, à son arrivée à Paris, le 7 août 1800. Professeur à l’École normale en 1795, il rédige un premier livre d'enseignement de la lecture. Il est aussi membre de la Société des observateurs de l'homme où il lutte contre l'athéisme et la République des « savants ». Menacé de déportation au 18 fructidor, il se cache pendant deux ans, jusqu'au 18 brumaire. Il réintègre son poste de directeur de l'Institut des sourds-muets de Paris, en janvier 1800, Louis François Joseph Alhoy ayant mené l'établissement pendant les trois ans de sa proscription. Il devient membre de l'Institut de France en 1795 et de l'Académie française en 1803. 

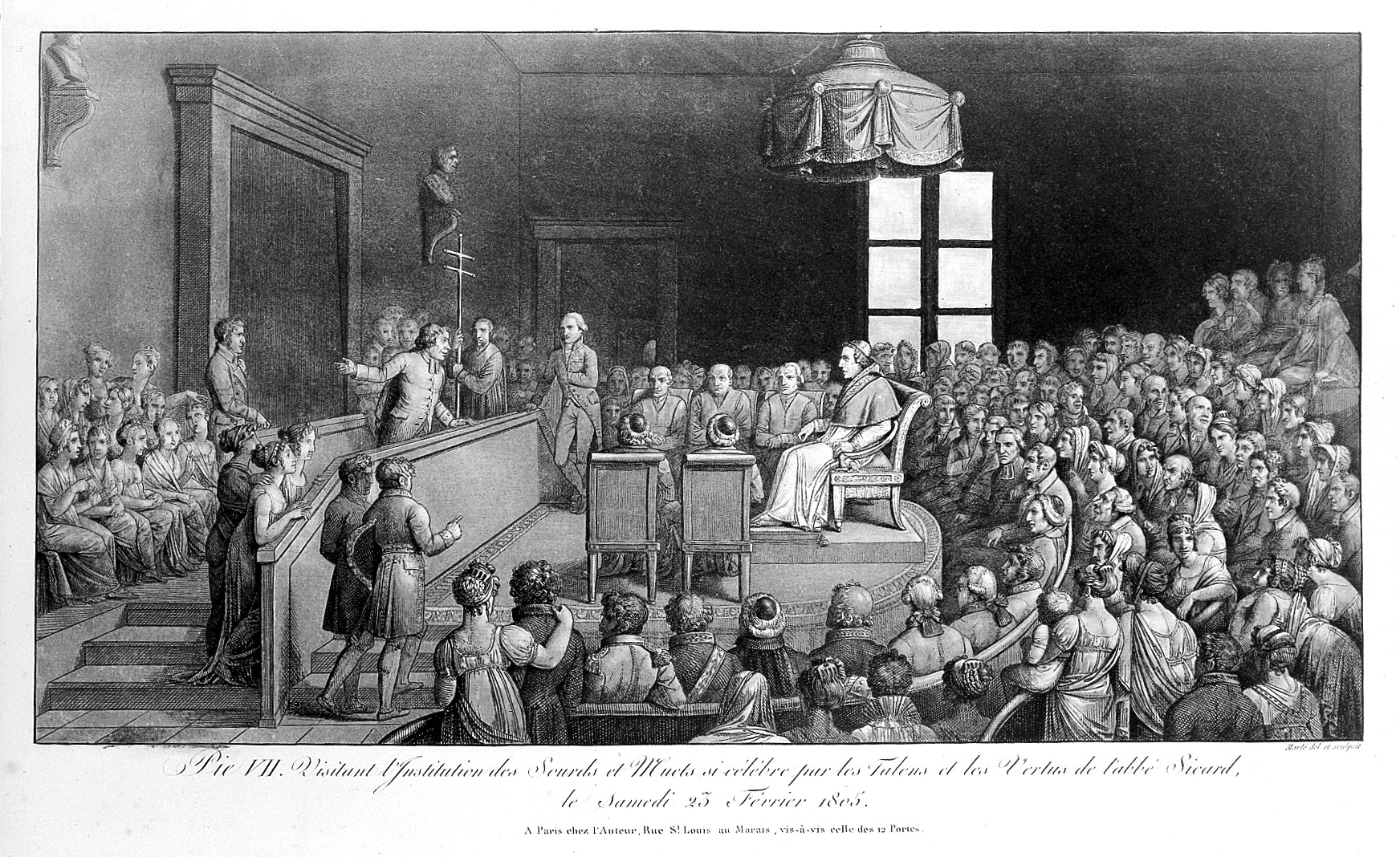
Le 25 février 1805, le pape Pie VII visite l'institution des sourds-muets de Paris sous la direction de l'abbé Sicard.

Le samedi 25 février 1805, le pape Pie VII avec cinq cardinaux, des prélats romains et des évêques français, visitent l'institution des sourds-muets de Paris. 
Il est l'auteur de plusieurs ouvrages sur l'éducation des sourds-muets. La valeur de ses méthodes pédagogiques ne fut véritablement reconnue que peu après sa mort, survenue en 1822.
La tombe de l'abbé Sicard se trouve au cimetière du Père-Lachaise à Paris, dans la 39e division.

## Principaux ouvrages
- Manuel de l'enfance, contenant des élémens de lecture et des dialogues instructifs et moraux, 1797.
- Cours d'instruction d'un sourd-muet de naissance, pour servir à l'éducation des sourds-muets et qui peut être utile à celle de ceux qui entendent et qui parlent, Paris, Le Clere, 1803.
- Abrégé de la Grammaire générale de M. Sicard, ou Leçons élémentaires de langue française et de grammaire générale, 1806.
- Élémens de grammaire générale appliqués à la langue française Paris, Deterville, 1808. 2 vol. (Volume 1, Volume 2)
- Théorie des signes, pour l'instruction des sourds-muets, suivie d'une notice sur l'enfance de Massieu, 1808.
- Théorie des signes pour servir d'introduction à l'étude des langues, où le sens des mots, au lieu d'être défini, est mis en action, 1814.

## Iconographie
- Buste par Louis Auvray (1810-1890), s.d. Institut national des jeunes sourds, 254 rue Saint-Jacques, Paris Ve.
- L'abbé Sicard instruisant les sourds-muets, copie d'après Jérôme Langlois, vers 1812, tableau conservé au musée Carnavalet (P 767).

## Hommage
Une rue de Toulouse est nommée en son honneur en 1947.